# Mount Bonaparte
Mount Bonaparte ist ein Berg mit einer Höhe von 3430 m in der Queen Elizabeth Range im Transantarktischen Gebirge, der sich rund 6,5 Kilometer südlich des Mount Lecointe befindet. Westlich des Mount Bonaparte liegt das Bartrum-Plateau, eine vereiste, 18 km lange und 10 km breite Hochebene.
Entdeckt wurde der Berg durch Teilnehmer der Nimrod-Expedition (1907–1909) unter Ernest Shackleton. Benannt ist er nach dem französischen Wissenschaftler Roland Bonaparte (1858–1924), damaliger Präsident der Société de Géographie.